# Église Ágios Nikólaos (Monemvasia)
L’Église Ágios Nikólaos (en grec : Εκκλησία Άγιος Νικόλαος) ou église Saint-Nicolas, est une église de la ville basse de la cité de Monemvasia en Laconie, dans le Péloponnèse en Grèce. 

## Histoire
L'église actuelle est construite en 1703, lors de la deuxième époque vénitienne, sur les ruines de deux églises byzantines. 
À l'époque ottomane, l'église est utilisée comme une armurerie.
L'église est ensuite transformée en école, à l'indépendance de la Grèce, au XIXe siècle. Le poète Yánnis Rítsos y a effectué ses études.